# Joiner
Joiner és una població dels Estats Units a l'estat d'Arkansas. Segons el cens del 2000 tenia 540 habitants.

## Demografia
Segons el cens del 2000, Joiner tenia 540 habitants, 197 habitatges, i 139 famílies. La densitat de població era de 718,9 habitants/km².
Dels 197 habitatges en un 37,1% hi vivien nens de menys de 18 anys, en un 39,1% hi vivien parelles casades, en un 26,4% dones solteres, i en un 29,4% no eren unitats familiars. En el 25,4% dels habitatges hi vivien persones soles l'11,7% de les quals corresponia a persones de 65 anys o més que vivien soles. El nombre mitjà de persones vivint en cada habitatge era de 2,74 i el nombre mitjà de persones que vivien en cada família era de 3,29.
Per edats la població es repartia de la següent manera: un 29,8% tenia menys de 18 anys, un 12% entre 18 i 24, un 23,5% entre 25 i 44, un 21,9% de 45 a 60 i un 12,8% 65 anys o més.
L'edat mitjana era de 33 anys. Per cada 100 dones de 18 o més anys hi havia 72,3 homes.
La renda mitjana per habitatge era de 26.875 $ i la renda mitjana per família de 30.000 $. Els homes tenien una renda mitjana de 28.750 $ mentre que les dones 20.208 $. La renda per capita de la població era de 10.454 $. Entorn del 27,7% de les famílies i el 27,5% de la població estaven per davall del llindar de pobresa.

## Poblacions més properes
El següent diagrama mostra les poblacions més properes.